# Vivo (film)
Vivo is een Amerikaanse computergeanimeerde muzikale komische film uit 2021, geregisseerd door Kirk DeMicco en geproduceerd door Sony Pictures Animation.

## Verhaal
Vivo is de naam van een kinkajoe die zijn dagen doorbrengt met het spelen van muziek voor publiek in Havana met zijn vriend Andrés. Ondanks dat ze niet dezelfde taal spreken, zijn Vivo en Andrés een perfect duo vanwege hun liefde voor muziek. Maar wanneer het noodlot toeslaat direct nadat Andrés een brief heeft ontvangen van de beroemde Marta Sandoval, waarin hij hem uitnodigt voor haar afscheidsconcert in Miami is het aan Vivo om een boodschap over te brengen die Andrés nooit heeft gekregen, een liefdesbrief van Andrés aan Marta in de vorm van een liedje. Om Miami te bereiken heeft Vivo de hulp nodig van Gabi, een energieke tiener met een eigen beat.

## Stemverdeling
| Personage            | Engelse stem            | Nederlandse stem   |
| -------------------- | ----------------------- | ------------------ |
| Vivo                 | Lin-Manuel Miranda      | Erik van der Horst |
| Gabi                 | Ynairaly Simo           | Daysha Ligeon      |
| Rosa                 | Zoe Saldana             | Cystine Carreon    |
| Andrés               | Juan de Marcos González | Ed Rust            |
| Lutador              | Michael Rooker          | Daan van Rijssel   |
| Dancarino            | Brian Tyree Henry       | Juneoer Mers       |
| Valentina            | Nicole Byer             | Peggy Sandaal      |
| Marta Sandoval       | Gloria Estefan          | Jeannine la Rose   |
| Buschauffeur Florida | Leslie David Baker      |                    |

## Release
Vivo ging in première op 30 juli 2021 in een beperkt aantal Amerikaanse bioscopen en verscheen op 6 augustus 2021 op Netflix. Oorspronkelijk zou de film op 18 december 2020 in de bioscoop worden uitgebracht, maar werd na een aantal keer verplaatsen van de releasedatum uitgesteld tot 4 juni 2021 als gevolg van de COVID-19-pandemie. Op 26 april 2021 kondigde Sony de annulering aan van de bioscooprelease van de film en gaf het een licentie voor de filmrechten aan Netflix, waarbij Sony home entertainment, lineaire tv en Chinese distributierechten behouden.

## Ontvangst
De film ontving positieve recensies van critici, die de animatie en muzikale nummers prezen. Op Rotten Tomatoes heeft Vivo een waarde van 88% en een gemiddelde score van 6,90/10, gebaseerd op 64 recensies. Op Metacritic heeft de film een gemiddelde score van 65/100, gebaseerd op 21 recensies.